# The Q-Music Sessions
The The Q-Music Sessions è un album di cover della band olandese Within Temptation. Le undici cover sono state realizzate dalla band per la stazione radio belga Q-music in occasione del quindicesimo anniversario della formazione della band.

## Tracce
1. Grenade – 3:45 (Bruno Mars, Philip Lawrence, Ari Levine, Brody Brown, Claude Kelly, Andrew Wyatt) – di Bruno Mars
2. Titanium – 3:57 (Sia Furler, David Guetta, Giorgio Tuinfort, Nick Van De Wall) – di David Guetta
3. Let Her Go – 3:43 (Mike Rosenberg) – di Passenger
4. Summertime Sadness – 4:06 (Lana Del Rey, Rick Nowels) – di Lana Del Rey
5. Radioactive – 3:14 (Imagine Dragons) – degli Imagine Dragons
6. Crazy – 3:31 (Brian Burton, Thomas Callaway, Gian Franco Reverberi, Gian Piero Reverberi) – dei Gnarls Barkley
7. Dirty Dancer – 4:14 (Enrique Iglesias, Nadir Khayat, Evan Bogart, Erika Nuri, David Quiñones) – di Enrique Iglesias
8. Don't You Worry Child – 3:36 (Axel Hedfors, Steve Angello, Sebastian Ingrosso, John Martin Lindström, Michel Zitron) – degli Swedish House Mafia
9. Behind Blue Eyes – 4:19 (Pete Townshend) – degli Who
10. The Power of Love – 3:59 (Peter Gill, Holly Johnson, Mark O'Toole) – dei Frankie Goes to Hollywood
11. Apologize – 3:25 (Ryan Tedder) – dei OneRepublic